# Grote moskee van Djenné

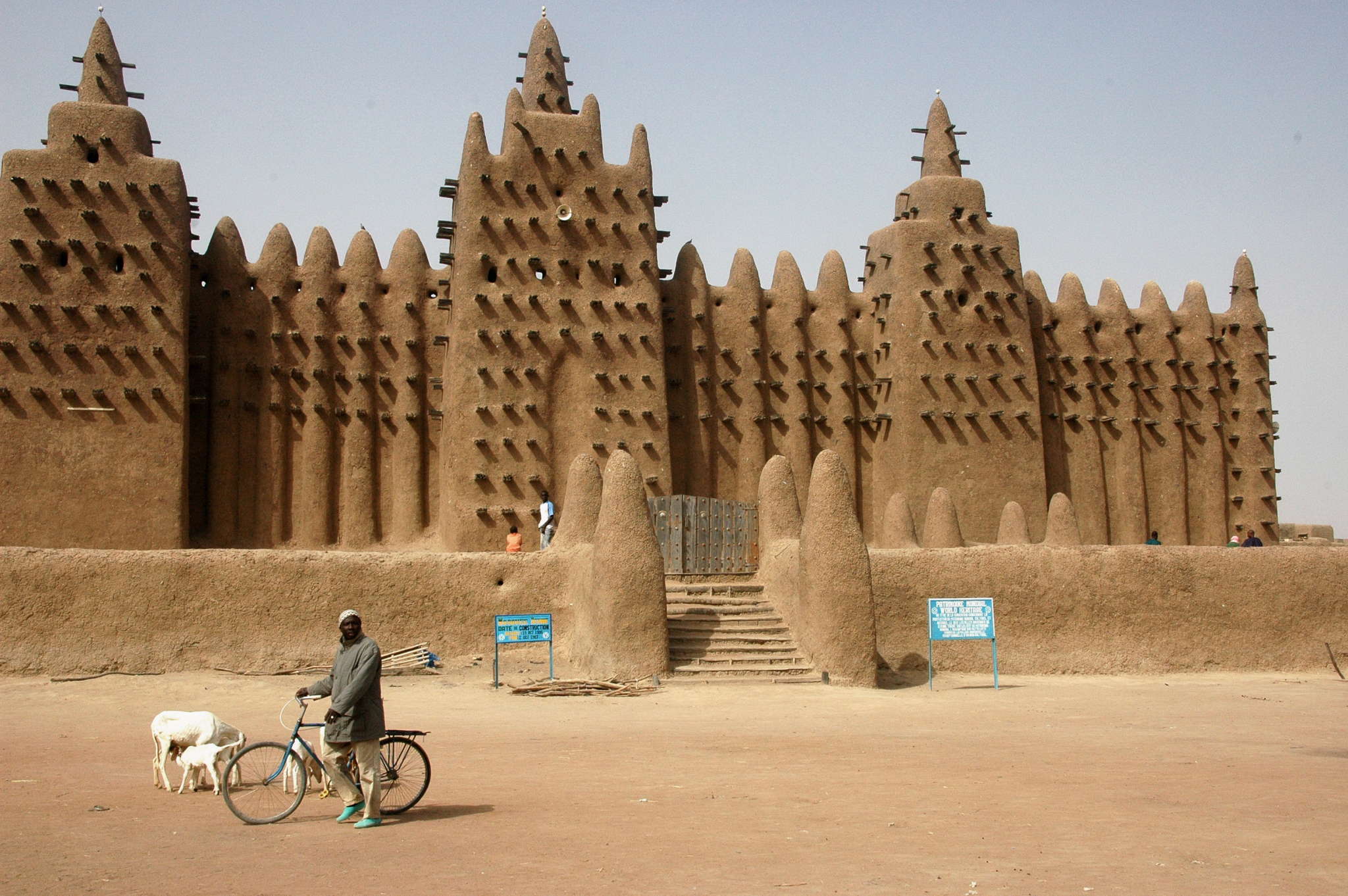
Oostzijde Grote moskee Djenné

De Grote moskee van Djenné in Mali geldt als een van de hoogtepunten van de architectuur uit de Sahel. Het is het grootste van adobe gemaakte gebouw ter wereld en heeft een oppervlakte van 50 bij 50 meter. Omdat het gebouw erg kwetsbaar is voor wind en regen wordt het elk jaar opgeknapt met nieuwe lagen leem. Hier werkt de hele gemeenschap aan mee, onder leiding van de Bareys, een 15e-eeuwse kaste van bouwer-magiërs. De palmtakken die overal uit het gebouw steken dienen niet alleen als versteviging maar ook als steigers tijdens het onderhoud. Deze takken zorgen er verder voor dat het gebouw bestand is tegen temperatuurschommelingen en veranderingen in de luchtvochtigheid. Het gebouw staat op een anderhalve tot twee meter hoog terras dat de moskee afschermt van de markt die elke week op het plein ernaast wordt gehouden.
De moskee beschikt over een overdekte gebedsruimte met een houten dak dat door negentig pijlers ondersteund wordt. Deze gepleisterde pijlers van baksteen nemen net zoveel ruimte in als dat ze creëren. De openingen in het dak worden in het regenseizoen afgedekt met kleine deksels van aardewerk. De moskee heeft Verder een grote binnenplaats omringd door een kloostergang. Links van de hoofdingang staat een ommuurde begraafplaats. Dit is het enige gedeelte van de moskee dat nog uit de 13e eeuw stamt.

## Geschiedenis

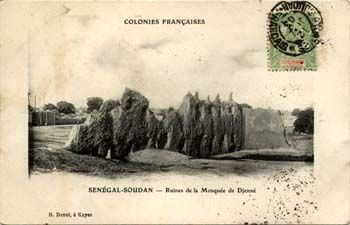
De afgebroken moskee rond 1900

In een ver verleden stond op deze locatie een paleis. Toen Koning Koi Konboro, de 26e Koning van Djenné zich tot de islam liet bekeren liet hij in 1280 zijn paleis afbreken en op de funderingen een moskee bouwen.
Toen Seku Amadu, de stichter van het Massinakoninkrijk, de stad veroverde liet hij de moskee afbreken en op een andere locatie een nieuwe naar zijn soberdere moskee bouwen. De bouw begon in 1834 en duurde tot 1896. Deze moskee zou later een Madrassa worden.
In 1906 werd door het Franse koloniale bestuur begonnen met de bouw van het huidige gebouw. In 1988 is de moskee samen met de historische binnenstad van Djenné en nog vier nabijgelegen archeologische sites door UNESCO tot werelderfgoed verklaard onder de naam Oude steden van Djenné.

## Bouwstijl

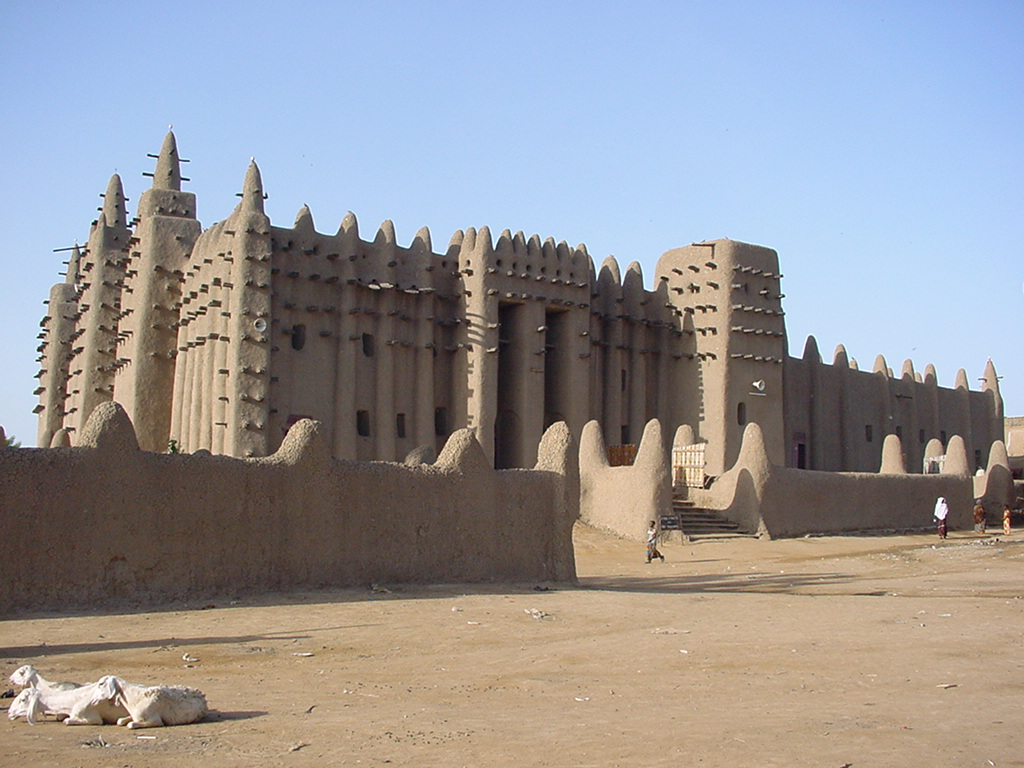
Noordzijde van de grote moskee van Djenné. Links van de ingang de drie minaretten aan de oostzijde en rechts van de ingang een van de twee donjons.

De moskee is een typisch voorbeeld van de Soedanees-Sahelse bouwstijl waarbij rechthoekige gebouwen op zo'n manier worden geconstrueerd dat ze goed verdedigbaar zijn. De moskee heeft veel kenmerken van een fort. Het gebouw heeft aan de oostzijde drie vierkante minaretten. Deze zijn uitgerust met luidsprekers die gebruikt worden bij de azan, de oproep tot het gebed. Bovenop elke minaret staan één of meerdere struisvogeleieren. Vanaf de bovenste verdieping van de minaretten is het dak te bereiken. Daarnaast beschikt het gebouw ook nog over twee donjons.